# Cerro Azul (vulkan)
Cerro Azul är en vulkan i Ecuador.   Den ligger i provinsen Galápagos, i den västra delen av landet, 1 400 km väster om huvudstaden Quito. Toppen på Cerro Azul är 1 689 meter över havet. Cerro Azul ligger på ön Isabela.
Terrängen runt Cerro Azul är huvudsakligen bergig, men den allra närmaste omgivningen är kuperad. Cerro Azul är den högsta punkten i trakten. Trakten runt Cerro Azul är nära nog obefolkad, med mindre än två invånare per kvadratkilometer. Det finns inga samhällen i närheten. Trakten runt Cerro Azul består i huvudsak av gräsmarker.